# 복고주의 (건축)

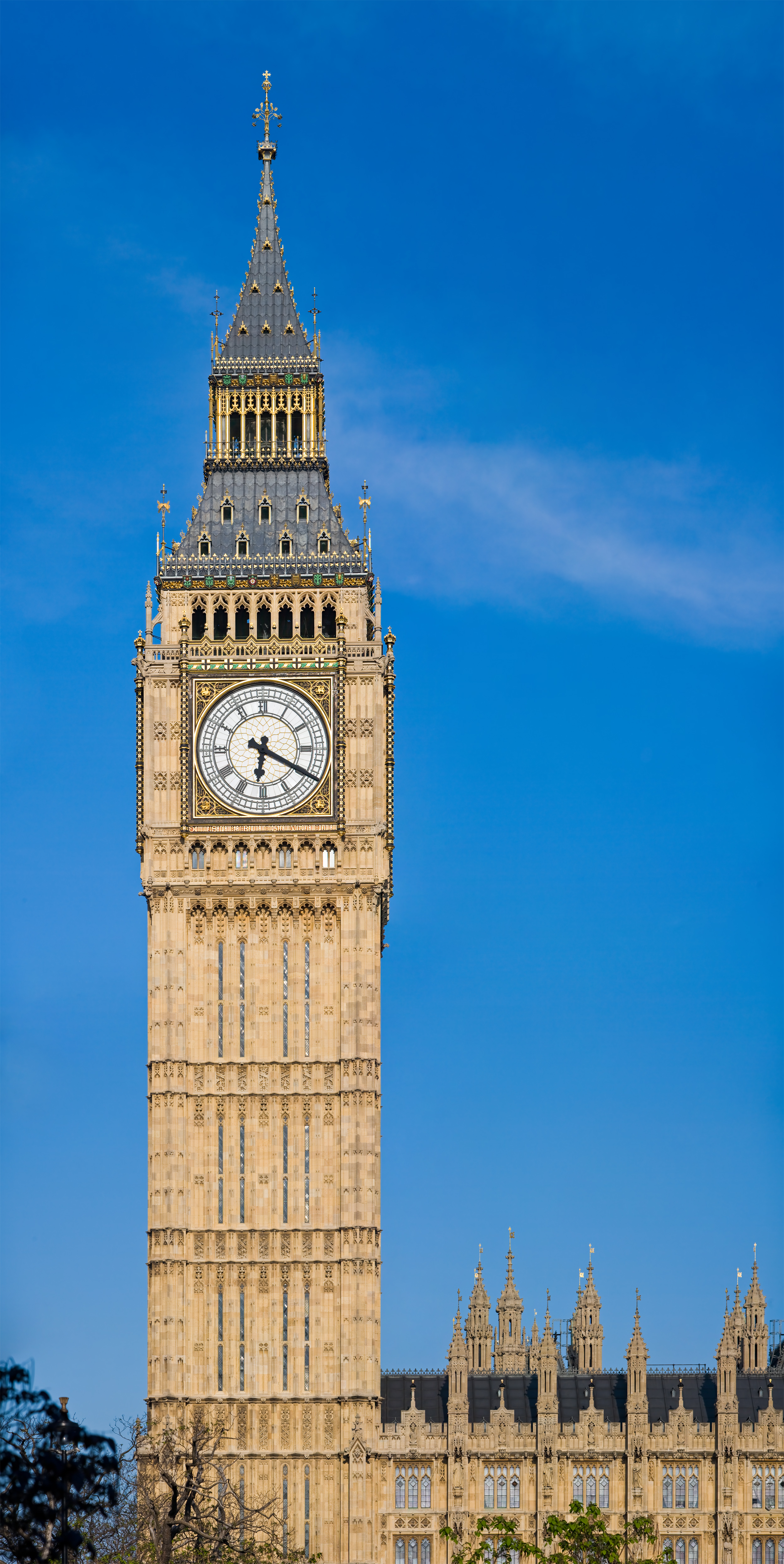
가장 유명한 복고주의 건축물 중 하나인 런던 웨스트민스터궁의 엘리자베스 타워

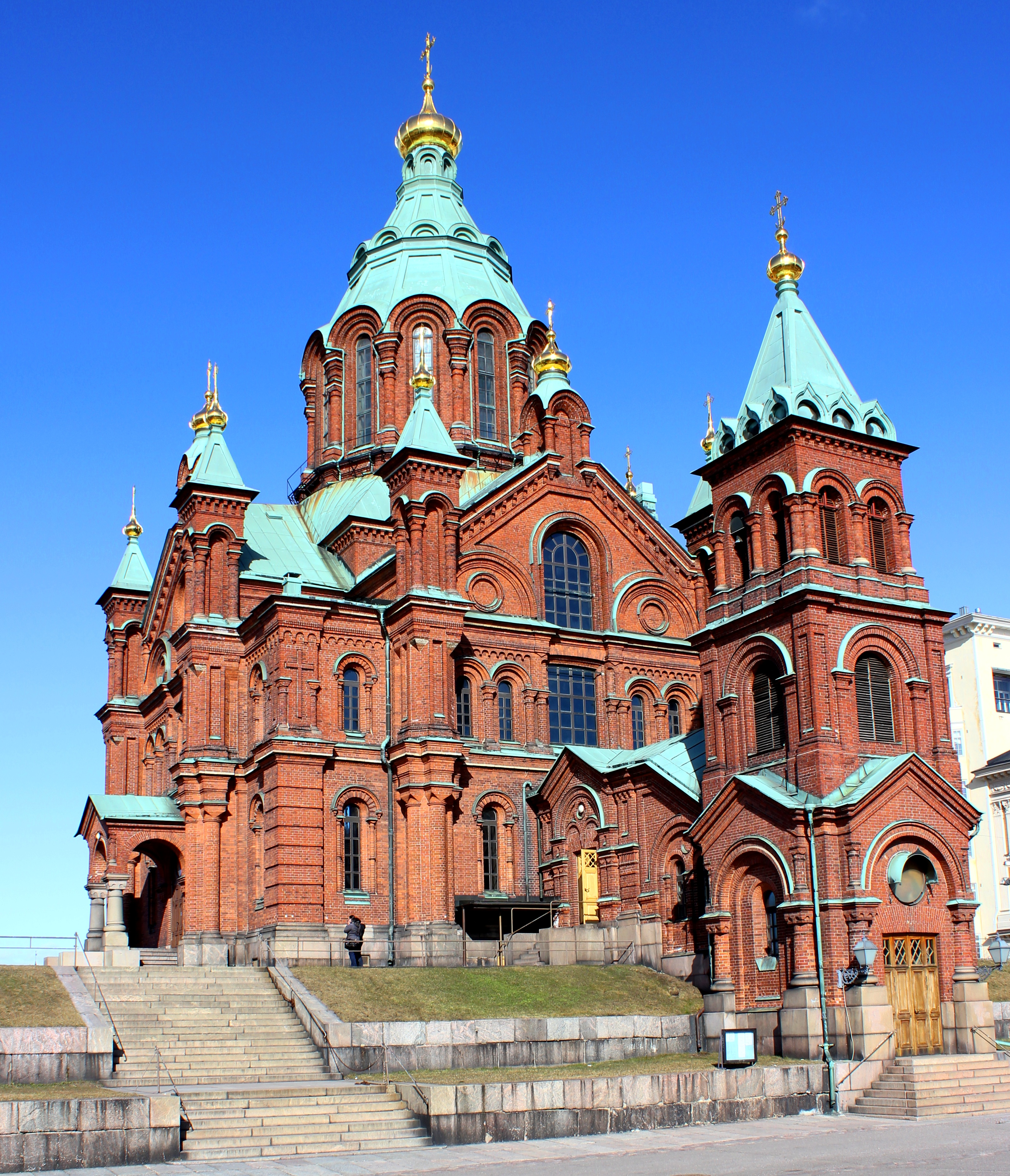
러시아 복고주의 건축물로 꼽히는 핀란드 헬싱키의 1868년 우스펜스키 대성당

건축에서의 복고주의(復古主意, revivalism)는 더 이상 사용되지 않게 된 과거 건축 양식의 요소들을 다시 불러오는 것을 뜻한다. 좁은 의미에서는 서구 건축사에서 회고적인 양식이 유행한 시기인 18세기 중반과 그러한 양식이 모더니즘 건축에서 계승된 후기 19세기부터 초기 20세기까지의 건축 양식을 뜻한다.
주목할 만한 복고주의 양식으로는 고전주의 건축을 복고한 신고전주의 건축, 고딕 건축을 복고한 고딕 복고양식이나 빅토리아 건축 등이 꼽히며, 이러한 복고주의는 역사주의 사조와 연결된다.

## 관련 양식
- 비잔틴 복고양식
- 이집트 리바이벌 건축
- 고딕 복고양식
- 네오바로크 건축
- 로코코
- 신고전주의 건축
- 푸에블로 복고양식
- 네오르네상스 건축